# Dorfkirche Niedersynderstedt

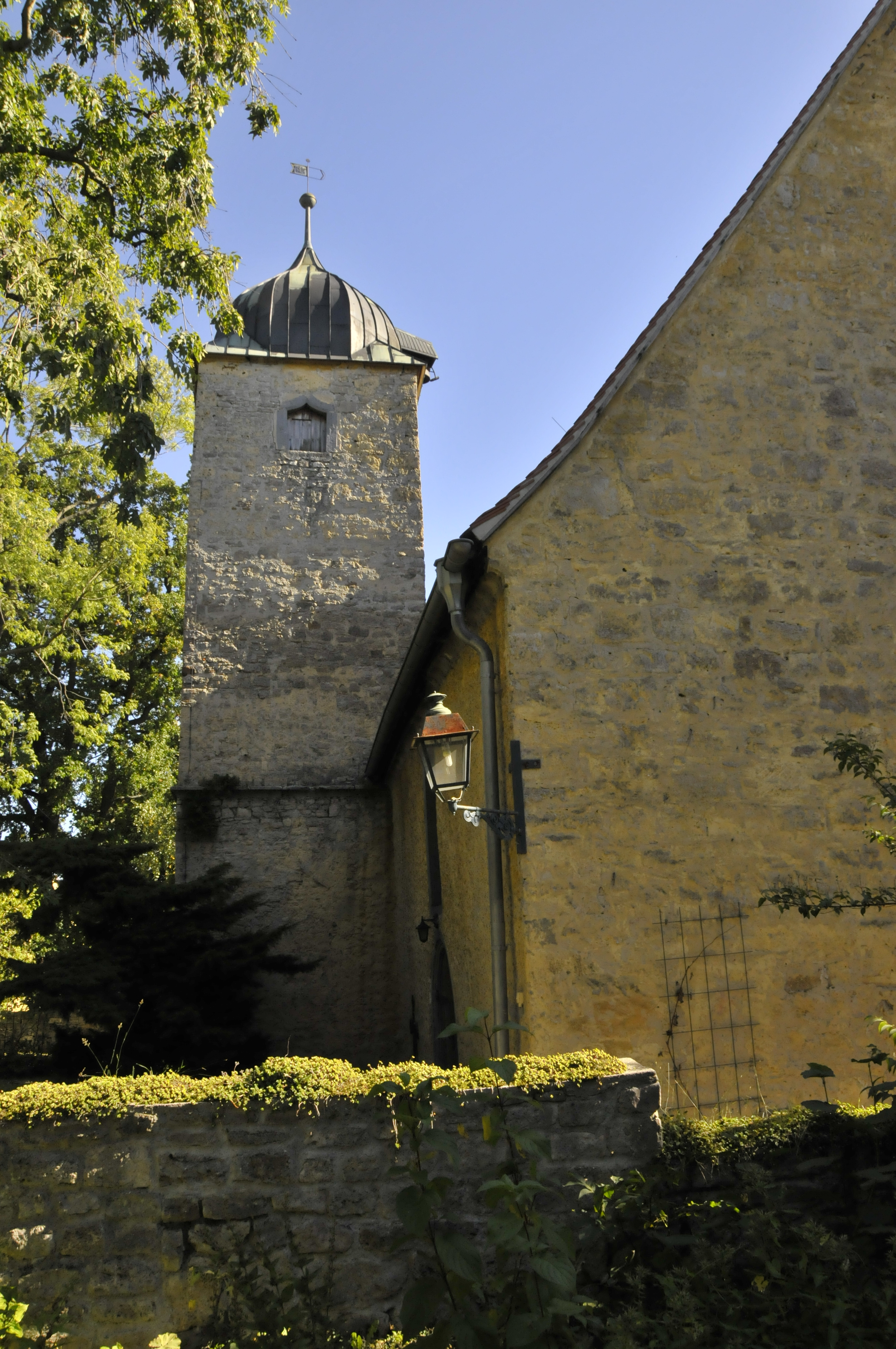
Die Kirche

Die evangelische Dorfkirche Niedersynderstedt steht im Ortsteil Niedersynderstedt der Stadt Blankenhain im Landkreis Weimarer Land in Thüringen.

## Lage
Die Dorfkirche befindet sich mit mauerumfassendem Friedhof im westlichen Dorf westlich der Landesstraße 1060.

## Geschichte
Die Kirche hat mehrere Vorgängerbauten. Eine davon wurde im Artikel des Ortes Niedersynderstedt 1140 als urkundlich ersterwähnt angegeben. Diese oder die Nachfolgekirche mit ummauertem Kirchhof ist ein breiter Saalbau mit dreiseitigem Chorabschluss, sehr hohem Satteldach und quadratischem Turm. Dieser steht an der Ostseite der Kirche.
Auf dem Turm befindet sich eine Welsche Haube, die 1984 mit Kupfer gedeckt worden ist. Der Turm hat einen Emporenaufgang, spätgotische Vorhangfenster und im Untergeschoss einen Raum mit Kreuzgewölbe.
Im Raum des Schiffes wurde 1979 renoviert. Der Kanzelbau ist ein bemalter Raum. An den Chorwänden ist eine rote Vorhangbemalung des 17. Jahrhunderts freigelegt und restauriert worden.
Die Stahlglocken sind aus dem Jahr 1927.